# Art islandais

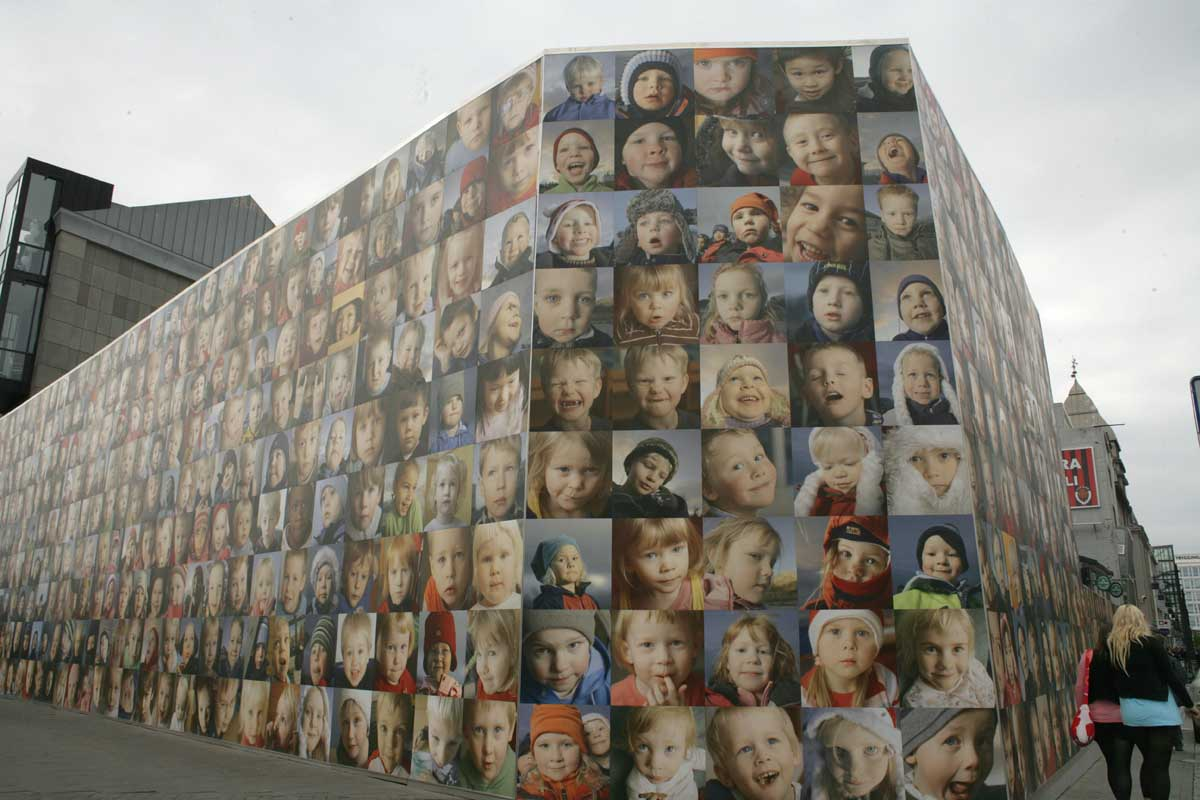
Dialog (2008), œuvre de Anna Leoniak et Fiann Paul

L'art islandais s'est construit sur les traditions nordiques du XIXe siècle.